# Franziska Lebrun

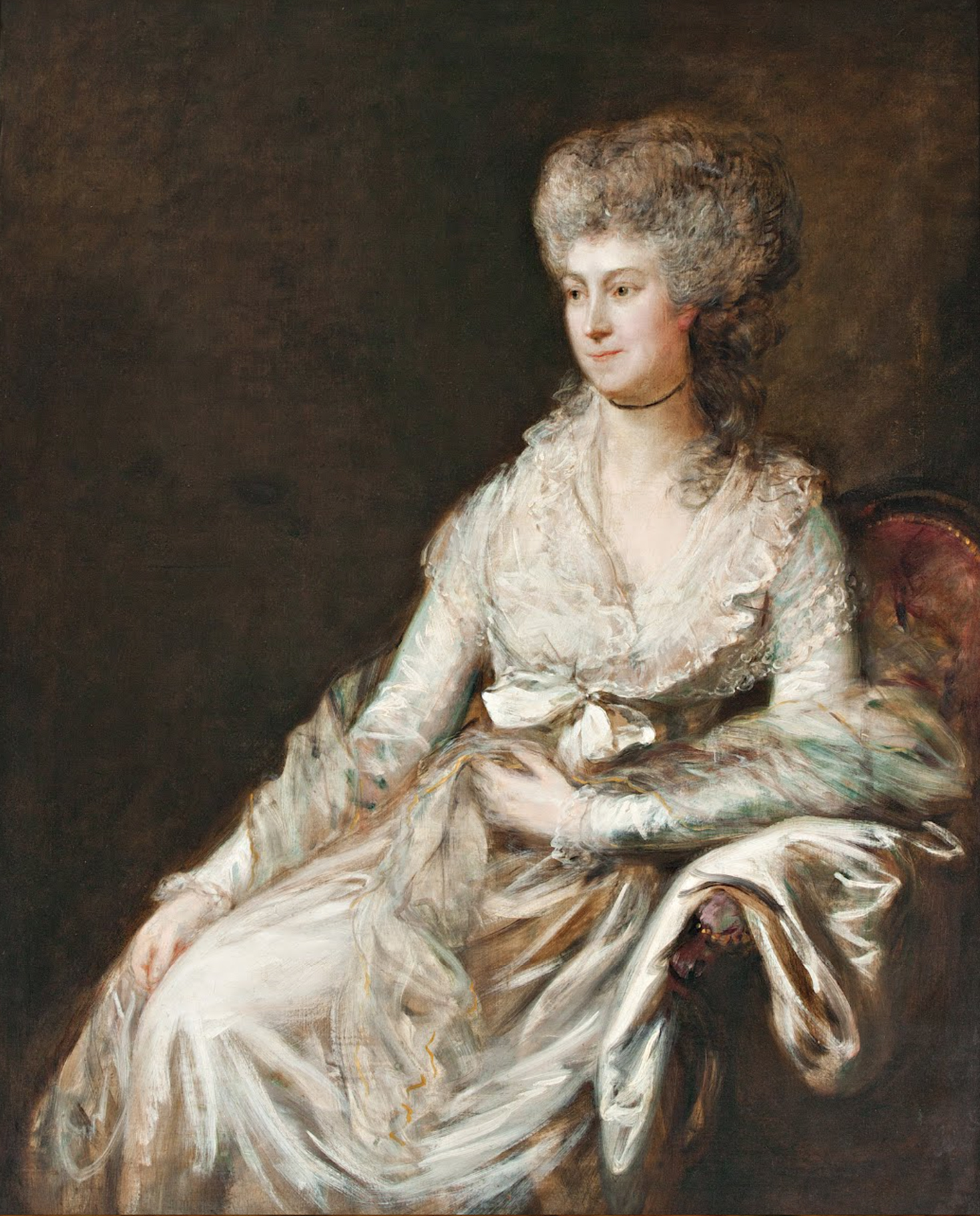
Franziska Lebrun (Porträt von Thomas Gainsborough, 1780)

Franziska Dorothea Lebrun-Danzi bzw. Lebrun, geb. Danzi (* 24. März 1756 in Mannheim; † 14. Mai 1791 in Berlin), war eine deutsche Opernsängerin (Sopran) und Komponistin.

## Leben
Franziska war das erste Kind des Hofmusikers Innocenz Danzi (um 1730–1798). Gesangsunterricht erhielt sie wie auch ihr Bruder Franz Ignaz Danzi zunächst von ihrem Vater und das Komponieren erlernte sie bei Georg Joseph Vogler. Später bekam sie vermutlich Gesangsunterricht von der Primadonna der Hofoper Dorothea Wendling (geb. Spurni), vielleicht auch vom Tenor Pietro Sarselli, der mit der Familie befreundet war. Bereits mit 16 Jahren wurde sie Mitglied der Mannheimer Hofkapelle und gab ihr Debüt als Rosina in „L’amore artigiano“ von Florian Leopold Gassmann in Schwetzingen, dem Sommersitz des Kurfürstenpaars Karl Theodor und Elisabeth Auguste. Im Mai 1778 heiratete sie in London den Oboisten Ludwig August Lebrun. Mit der Verlegung der Residenz Karl Theodors nach dem Ableben des bayerischen Kurfürsten Maximilian III. zog das junge Ehepaar mit nach München (→Cuvilliés-Theater) und Franziska Lebrun gastierte an verschiedenen bekannten Opernhäusern Europas.
In Mailand, Paris, London, Wien, Prag, Neapel, München und Berlin wurde die Sängerin enthusiastisch gefeiert. Besonders gerühmt wurde die perfekt aufeinander abgestimmte instrumentale und vokale Artistik des Ehepaares Lebrun, der zahlreiche Komponisten durch Arien mit obligater Oboe Tribut zollten, wie etwa Ignaz Holzbauer in Günther von Schwarzburg (1777), Antonio Sacchini in Erifile (1778), Antonio Salieri in L’Europa riconosciuta (1778), Alessio Prati in Olimpia (1786) oder Georg Joseph Vogler in Castore e Polluce (1787). Der Musikschriftsteller Charles Burney schrieb über die Auftritte des Paares:

“Franziska Danzi and the excellent oboist Lebrun usually travel together, and it seems as though she has listened to nothing other than his instrument, for when they perform together in thirds and sixths one cannot hear which is the upper or the lower voice!”

Franziska Lebrun zählte zu den wenigen anerkannten Komponistinnen in einer Zeit, in der Frauen eher die musikalische Karriere als Sängerin oder Instrumentalvirtuosin vorbehalten war. Von ihren Werken haben sich jedoch nur wenige erhalten, darunter einige Sonaten für Violine und Klavier, die mittlerweile durch diverse Editionen und Einspielungen dem breiteren Publikum zugänglich gemacht wurden.
1790 siedelte das Ehepaar nach Berlin über, wo Franziska ein Engagement als Primadonna an der königlichen Oper in Berlin erhielt; sie trat dort in Opern von Johann Friedrich Reichardt und Felice Alessandri auf. Nach dem Tod ihres Mannes im Dezember 1790 hatte sie zwei Töchter zu versorgen. Zur Sicherung des Lebensunterhalts zahlte Karl Theodor seiner gefeierten Primadonna der Hofoper entgegen den Hofmusik-Statuten ihr Gehalt in Höhe von 1.500 Gulden fort. Im Mai 1791 verstarb die Sängerin in Berlin, offensichtlich konnte sie den Tod ihres Mannes nicht verschmerzen.

## Werke (Auswahl)
- Trois Sonates Pour le Clavecin ou Piano Forté, avec un Violon. Oeuvre I. Verlag Iean André,  1783. Digitalisat